# Hässleholms kulturhus
Hässleholms kulturhus är ett kommunalt kulturhus i Hässleholm, invigt år 2000.
I kulturhuset finns bland annat två teatersalonger, Parkbiografen med tre salonger, repetitionslokaler för Kommunala musikskolan och för balett, bibliotek, turistbyrå, utställnings- och föreningslokaler. Huset med 12 000 kvadratmeter lokalyta ritades av Erséus, Frenning & Sjögren Arkitekter AB och invigdes av dåvarande kulturminister Marita Ulvskog 28 december 2000. Året runt gästas huset av utställningar, konserter, scenkonstgästspel av bland andra Riksteaterns produktioner samt konferenser såsom det sedan 2003 årligen återkommande evenemanget Europaforum Hässleholm.